# Ileísmo
Ileísmo (do latim "ille" que significa "ele, aquele") é o ato de se referir a si mesmo na terceira pessoa em vez da primeira pessoa. Às vezes é usado na literatura como um dispositivo estilístico. No uso da vida real, o ileísmo pode refletir várias intenções estilísticas diferentes ou circunstâncias involuntárias. Por exemplo: as crianças antes do segundo aniversário ainda não podem se perceber como pessoas independentes; portanto, os pais geralmente falam com elas na terceira pessoa e dizem "Venha para o papai" em vez de "Venha para mim".
A palavra foi cunhada no Século XIX pelo poeta inglês Samuel Taylor Coleridge.

## Uso na Literatura
A literatura antiga, como o "Commentarii de Bello Gallico", de Júlio César, ou a "Anábase" de Xenofonte, ambos relatos ostensivamente não ficcionais de guerras lideradas por seus autores, usavam o ileísmo para transmitir um ar de imparcialidade objetiva, que incluía justificativas das ações do autor. Desta forma, o viés pessoal é apresentado, ainda que de forma desonesta, como objetividade.
Em um ensaio, o teólogo Richard B. Hays desafiou as descobertas anteriores das quais ele discorda: "Essas foram as descobertas de um certo Richard B. Hays, e o ensaio mais recente trata o trabalho anterior e o autor anterior à distância."
Ileísmo também pode ser usado para mostrar estupidez, como com o personagem "Mongo" em Blazing Saddles, por exemplo, "Mongo gosta de doces" e "Mongo é apenas um peão no jogo da vida"; embora também possa mostrar uma simplicidade inocente, como acontece com Dobby, o Elfo, de Harry Potter ("Dobby veio para proteger, mesmo que tenha que fechar os ouvidos na porta do forno"). O personagem infantil da Vila Sésamo, Elmo , fala quase exclusivamente na terceira pessoa.
No Talmude Babilônico e textos relacionados, o ileísmo é usado extensivamente, muitas vezes assumindo a forma do falante utilizando a expressão hahu gavra ("aquele homem") quando se refere a si mesmo.

## Uso no Cotidiano
Em diferentes contextos, o ileísmo pode ser usado para reforçar a autopromoção, como usado às vezes com efeito cômico por Bob Dole ao longo de sua carreira política ("Quando o presidente está pronto para se desdobrar, Bob Dole está pronto para liderar a luta no plenário do Senado" , Bob Dole falando sobre a Iniciativa de Defesa Estratégica na convenção NCPAC, 1987). Isso se tornou particularmente notável durante a eleição presidencial dos Estados Unidos em 1996 e amplamente satirizado na mídia popular anos depois. Deepanjana Pal, do Firstpost, observou que falar na terceira pessoa "é uma técnica clássica usada por gerações de roteiristas de Bollywood para estabelecer a aristocracia de um personagem.poder e gravidade".
Por outro lado, a autorreferência na terceira pessoa pode ser associada à autodepreciação, ironia, e não se levar muito a sério (uma vez que o uso excessivo do pronome "eu" é frequentemente visto como um sinal de narcisismo e egocentrismo), bem como com excentricidade em geral. Estudos psicológicos mostram que pensar e falar de si mesmo na terceira pessoa aumenta a sabedoria e tem um efeito positivo no estado mental de alguém, porque um indivíduo que faz isso é mais humilde intelectualmente , mais capaz de empatia e compreender as perspectivas dos outros, e é capaz de se distanciar emocionalmente de seus próprios problemas.
Assim, em certas religiões orientais , como o hinduísmo , o ileísmo às vezes é visto como um sinal de iluminação , pois por meio dele, um indivíduo desprende seu eu eterno (atman) de sua forma corporal; em particular, Jnana yoga encoraja seus praticantes a se referirem a si mesmos na terceira pessoa. Ileístas conhecidos desse tipo incluem Swami Ramdas, Ma Yoga Laxmi, Anandamayi Ma, e Mata Amritanandamayi.
Várias celebridades, incluindo Marilyn Monroe, Alice Cooper, e Deanna Durbin, referiram-se a si mesmas na terceira pessoa para distanciar sua personalidade pública de seu eu real.
Alguns pais usam o ileísmo (referem-se a si mesmos como "papai" ou "mamãe") porque crianças muito pequenas podem ainda não entender que os pronomes "eu" e "você" se referem a pessoas diferentes com base no contexto. As crianças que adquirem a fala geralmente se referem a si mesmas na terceira pessoa antes de aprender o uso adequado do pronome "eu", e sua fala evolui para além do uso do ileísmo, uma vez que desenvolvem um forte senso de auto-reconhecimento, muitas vezes antes dos dois anos de idade.

## Ileístas conhecidos
- Zlatan Ibrahimović[21]
- Gina Lollobrigida[22][23][24][25]
- Hedy Lamarr[26]
- Sylva Koscina[27]
- Pelé[28]
- MF Doom[29]

### Personagens fictícias
- Doutor Destino[30]
- Gollum[31]
- Hercule Poirot[32][33]
- Misa Amane[34]
- Hulk[35]
- Namor[36]